# Vinyl (singolo)
Vinyl è un brano registrato dal cantante Statunitense William Michael Morgan. È il terzo singolo estratto dal suo omonimo album del 2016, Vinyl.

## Il brano
Morgan ha definito il brano "la sua canzone preferita dell'intero album". Nel brano il narratore compara l'amore che prova nei confronti della sua ragazza al fascino senza tempo dei dischi in vinile.

## Video musicale
Il video musicale è stato pubblicato il 29 novembre 2017 sul canale ufficiale dell'artista su YouTube.